# Parlamentní volby v Itálii 2013
Parlamentní volby v Itálii 2013, při kterých bylo zvoleno všech 630 poslanců poslanecké sněmovny a 315 členů senátu se konaly 24. a 25. února 2013. Procentuálně v nich zvítězilo těšně Hnutí pěti hvězd, které získalo 25,56% hlasů, na počet mandátů ale zvítězila Demokratická strana, která získala 297 mandátů v poslanecké sněmovně. Volební účast činila 75,2%.

## Výsledky voleb do sněmovny
|                        | M5S          | PD                 | PdL               | SC          | Lega           | SEL           |
| ---------------------- | ------------ | ------------------ | ----------------- | ----------- | -------------- | ------------- |
| Volební lídr           | Beppe Grillo | Pier Luigi Bersani | Silvio Berlusconi | Mario Monti | Roberto Marino | Nichi Vendola |
| Počet hlasů            | 8 691 406    | 8 646 034          | 7 332 134         | 2 823 842   | 1 390 534      | 1 089 231     |
| Podíl                  | 25,56 % ▬    | 25,43 % ▼          | 21,56 % ▼         | 8,3 % ▬     | 4,09 % ▼       | 3,2 % ▬       |
| Počet mandátů          | 109          | 297                | 98                | 39          | 18             | 37            |
| Předchozí volby (2008) | nová strana  | 33,1 % (217)       | 37,4 (276)        | nová strana | 8,3 % (60)     | nová strana   |

### Podrobné výsledky
| Strana                      | Počet voličů | %      | Mandáty |
| --------------------------- | ------------ | ------ | ------- |
| Hnutí pěti hvězd            | 8 691 406    | 25,56  | 109     |
| Demokratická strana         | 8 646 034    | 25,43  | 297     |
| Lid svobody                 | 7 332 134    | 21,56  | 98      |
| Občanská volba              | 2 823 842    | 8,3    | 39      |
| Liga severu                 | 1 390 534    | 4,09   | 18      |
| Levicově ekologická svoboda | 1 089 231    | 3,2    | 37      |
| Bratři Itálie               | 666 765      | 1,96   | 9       |
| Unie středu                 | 608 321      | 1,79   | 8       |
| Demokratický střed          | 167 328      | 0,49   | 6       |
| Jihotyrolská lidová strana  | 146 800      | 0,43   | 5       |
| Celkem                      | Celkem       | Celkem | 650     |

Výsledky z 19 italských regionů.

## Výsledky voleb do Senátu

Složení italského Senátu po volbách 2013.

Ve volbách do Senátu zvítězila Demokratická strana se ziskem 111 mandátů.
| Strana                              | Počet voličů | %      | Mandáty |
| ----------------------------------- | ------------ | ------ | ------- |
| Demokratická strana                 | 8 400 255    | 27,43  | 111     |
| Hnutí pěti hvězd                    | 7 285 850    | 23,79  | 54      |
| Lid svobody                         | 6 829 373    | 22,3   | 98      |
| S Montim pro Itálii                 | 2 797 486    | 9,13   | 19      |
| Liga severu                         | 1 328 555    | 4,33   | 18      |
| Levice ekologie svoboda             | 912 374      | 2,97   | 7       |
| Megafon                             | 138 581      | 0,45   | 1       |
| Velký Jih                           | 122 100      | 0,39   | 1       |
| SVP/PATT/UPT                        |              |        | 4       |
| Asociativní hnutí Italů v zahraničí | 1            |        |         |
| Údolí Aosty                         | 1            |        |         |
| Celkem                              | Celkem       | Celkem | 315     |

Výsledky z 18 italských regionů (mimo Tridentsko-Horní Adiže)

## Politická situace
Po předchozích volbách v dubnu 2008 vytvořil blok a pozdější politická strana Lid svobody se stranou Liga Severu společnou koalici pod vedením premiéra Silvia Berlusconiho. Od roku 2010 začali Berlusconiho stranu postupně opouštět poslanci, včetně šéfa sněmovny Gianfranco Finiho, který založil novou politickou stranu Budoucnost a svoboda. Počátkem Listopadu 2011 uznal premiér Berlusconi ztrátu většiny pro svoji vládu a podal demisi. Hlavní politické proudy v čele s Lidem svobody, ale i doposud opoziční Demokratickou stranou umožnily vznik úřednické vlády v čele s Mariem Montim, která měla dovést zemi k řádným volbám v dubnu 2013. Koncem roku 2012 ovšem Lid svobody odvolal svojí podporu pro Montiho kabinet a ten tak ztratil oporu v parlamentu. Monti podal demisi a prezident Giorgio Napolitano rozpustil parlament.

## Volební systém
V Itálii funguje od prosince 2005 proporční systém s bonusem pro vítěze. Specifikem systému je koaliční systém, kde je k úspěchu koalice jako celku nutno získat 10%. Pro samostatně kandidující strany je nastavena 4% klauzule, přičemž pokud koalice jako celek nepřekročí 10%, rozpočítávají se strany uvnitř koalice podle 4% hranice. Pro úspěch strany v rámci úspěšné koalice je nutné získat 2% hlasů. Tento systém platí pro volby do sněmovny a volí se ve 26 vícemandátových obvodech. Pokud vítězný blok nezíská alespoň 340 křesel, získává bonus pro vítěze, který většinou zaručí majoritu v dolní komoře. S ohledem na silné postavení senátu je však nutné, aby si vítěz zajistil podporu pro vládu i v horní komoře, kde tato bonifikace neplatí
V senátu se volí v 20 vícemandátových obvodech a jsou přísněji nastaveny hranice pro jednotlivé subjekty, to jest 20% pro koalici, 8% pro samostatnou stranu a 3% pro stranu v rámci úspěšné koalice.

## Kandidující subjekty

### Koalice Silvia Berlusconiho
Koalice na rozdíl od dřívějších pestrých pojmenování Berlusconiho koalic (Pól svobody, Dům svobody aj.) v současnosti nenese žádné specifické označení. Páteř této středopravé koalice tvoří Lid svobody s Ligou severu. Dalšími stranami koalice jsou marginální strany Pravice, Bratři Itálie, Velký jih, Italští umírnění v revoluci, Lidová dohoda a Strana důchodců. Ač je za lídra považován Berlusconi, sám nevylučoval možnost, že v případě úspěchu zaujme post premiéra někdo jiný a on sám se stane kupříkladu ministrem hospodářství.

### Itálie. Obecné blaho
Italsky Italia. Bene Comune je blok italských středolevicových stran a podle prognóz i favorit nadcházejících voleb. Vedle největší středolevicové Demokratické strany je tvořena formací Levice ekologie svoboda a Demokratickým středem, na úrovni regionů pak v rámci bloku kandidují Italská socialistická strana a Jihotyrolská lidová strana. Lídrem seskupení je předák Demokratické strany Pier Luigi Bersani.

### S Montim pro Itálii
Italsky Con Monti per l'Italia je centristickým blokem ustanoveným 28. prosince 2012. Lídrem seskupení je dosluhující premiér Mario Monti, který krátce předtím odmítl nabídku Silvia Berlusconiho stát se lídrem pravicové koalice. Seskupení tvoří Občanská volba, Budoucnost a svoboda a Unie středu.

### Hnutí pěti hvězd
Italsky Movimento 5 Stelle je populistickým a euroskeptickým hnutím, které se vymezuje vůči dosavadním parlamentním stranám. Založeno bylo v roce 2009, ale vzestup zaznamenalo až po úspěchu v regionálních volbách 2012. Lídrem je bývalý komik Beppe Grillo.

### Občanská revoluce
Italsky Rivoluzione civile je radikálně levicové a ekologické seskupení, vytvořené 29. prosince 2012. Politicky stojí nalevo od Bersaniho bloku a vyznačuje se i značně protikorupční rétorikou. Občanskou revoluci tvoří bývalý spojenec Demokratické strany v předchozích volbách Itálie hodnot, dále Federace levice, která se skládá ze Strany komunistické obnovy a Strany italských komunistů,dále je tvořena Federací zelených a Oranžovým hnutím. Lídrem je Antonio Ingroia.

## Předvolební průzkumy
Prognózy před parlamentními volbami provádí celá řada agentur(Demos,Ipsos,Tecné,EMG,Demopolis aj.). Podle většiny z nich je favoritem blok "Itálie, obyčejně dobrá", která s podporou 32-35% drží mírný náskok nad Berlusconiho koalicí( 26-30%).Boj o třetí místo svádí Hnutí pěti hvězd s blokem "S Montim pro Itálii", oba subjekty získávají v průzkumech 11-16%. Z dalších kandidujících subjektů má šanci na úspěch již jen Občanská revoluce s 4-6% podpory.

## Volební výsledky
Volby do Poslanecké sněmovny i Senátu sice vyhrála středolevicová koalice, ale jen velice těsně před pravicovým blokem Silvia Berlusconiho. Velkým překvapením byl zejména úspěch populistického Hnutí pěti hvězd, které překvapilo téměř pětadvaceti procentní podporou a skončilo jen pár procentních bodů za dvěma nejsilnějšími bloky. Naopak debaklem volby skončily pro Montiho centristický blok, který se sice do parlamentu dostal, ale pouze s necelými deseti procenty. Naproti tomu Občanská revoluce se ani do jedné komory neprobojovala. Levice sice díky volebnímu systému získala většinu v Poslanecké sněmovně, ale v Senátu nedala dohromady většinu ani s Montiho blokem. Rozhodujícími stranami v obou komorách parlamentu se staly Demokratická strana, Lid svobody, Hnutí pěti hvězd, Občanská volba, Levice ekologie svoboda, Liga severu a Unie středu. Volby ukončily dlouholetou kariéru Gianfranca Finiho, jehož Budoucnost a svoboda, která byla součástí Montiho koalice, se do parlamentu nedostala.

## Povolební situace
Itálie se po volbách dostala do patové situace, která byla zapříčeněna absencí akceschopné většiny v Senátě. Mezi dvěma největšími stranami navíc existoval rozporný názor na vládním uspořádání. Berlusconiho Lid svobody požadoval vytvoření velké koalice, což ale Bersani odmítal a žádal vytvoření úřednické vlády.
Po prezidentských volbách, ve kterých se Giorgio Napolitano stal historicky prvním znovuzvoleným italským prezidentem, odstoupil Bersani z čela Demokratické strany, protože se mu nepodařilo do prezidentského křesla prosadit expremiéra Romana Prodiho. Vedení Demokratické strany převzal pragmatičtější Enrico Letta, jehož 25. dubna pověřil prezident Napolitano sestavením vlády. 28. dubna byla jmenována Lettova vláda. Tvoří jí dvaadvacet členů, přičemž nejsilnější zastoupení má Demokratická strana, která obsadila deset resortů, Berlusconiho Lid svobody šest křesel, po jednom ministrovi získala Občanská volba, UDC a Italští radikálové. Tři ministři jsou nezávislí.